# Odarpi, syn Egigwy

Odarpi, syn Egigwy – nowela przygodowa autorstwa Aliny i Czesława Centkiewiczów, wydana w 1949 po raz pierwszy przez Spółdzielnię Wydawniczo-Oświatową Czytelnik.

## Fabuła
Akcja utworu rozgrywa się na Grenlandii w XX wieku. Utwór opowiada o dorastaniu chłopca w skrajnych warunkach Dalekiej Północy, z dala od wszelkiej cywilizacji. Tematyka koncentruje się wokół tematu przetrwania, walki o jutro. Autorzy przybliżają w swoim utworze kulturę inuicką, tradycję oraz mity i legendy. Narrator wypowiada się w trzeciej osobie.
Chłopiec, Odarpi, uczy się od ojca i matki sztuki przetrwania w tym trudnym terenie. Nabytą od ojca umiejętność budowania śnieżnego igloo wykorzystuje podczas śnieżnej zamieci, gdy musi się ratować przed zamarznięciem. Następną umiejętnością przejętą od ojca jest polowanie, do którego używa psiego zaprzęgu. Już podczas drugiego polowania udaje mu się zabić morsa, co pozwala jego rodzinie przetrwać trudny czas zimy. Po minięciu nocy polarnej chłopiec ponownie wyrusza na polowanie, którego łupem pada niedźwiedzica. Natomiast młody niedźwiadek zostaje przyjacielem chłopca. Młodzieniec pod nadzorem ojca nabiera wprawy w polowaniu. W cieplejsze miesiące poluje na ptaki i wybiera jaja z gniazd. Egigwa, dumny z chłopca, sprawia mu prezent – kajak z foczych skór.
Podczas kolejnej zimy polarnej czytelnik obserwuje życie w osadzie Eskimosów: zwyczaje, legendy i baśnie, które rodzice opowiadają potomstwu. Opisane są obowiązki, spadające na Odarpiego, który zajmuje się utrzymaniem zaprzęgu, doglądaniem psów. Między chłopcem a niedźwiedziem zawiązuje się przyjaźń. Zwierzę z czasem dorasta i staje się olbrzymem; w końcu wybiera wolność z dala od chłopca.

## Bohaterowie
- Odarpi – eskimoski chłopiec, żyjący w osadzie na Grenlandii ze swymi rodzicami. Od najmłodszych lat pomaga bliskim w pracach domowych, zdobyciu pożywienia. Przyjaźni się z niedźwiedziem, który został sierotą po zabiciu matki. Chłopiec jest oddany swym obowiązkom i rodzinie.
- Egigwa – ojciec Odarpiego, świetnie znający reguły życia na Grenlandii. Wprowadza syna w tajniki przetrwania, uczy odpowiedzialności i umiejętności niezbędnych do życia.
- Matka Odarpiego – żyje w cieniu męża, jak większość kobiet eskimoskich. Jej pracą jest utrzymanie ogniska rodzinnego.
- Ivaloo – młodsza siostra Odarpiego.